# Hârșova
Hârsova là một thị xã thuộc hạt Constanța, România. Dân số thời điểm năm 2002 là 10082 người.